# Touquin
Touquin település Franciaországban, Seine-et-Marne megyében. Lakosainak száma 1228 fő (2022. január 1.). Touquin Faremoutiers, Lumigny-Nesles-Ormeaux, Pézarches, Le Plessis-Feu-Aussoux, Vaudoy-en-Brie, Voinsles és Beautheil-Saints községekkel határos.

## Népesség
A település népessége az elmúlt években az alábbi módon változott:
| Lakosok száma | 1165 | 1201 | 1236 | 1206 | 1213 | 1221 | 1224 | 1221 | 1228 |
|               | 2013 | 2015 | 2016 | 2017 | 2018 | 2019 | 2020 | 2021 | 2022 |